# 조 하트
찰스 조지프 존 "조" 하트(영어: Charles Joseph John "Joe" Hart, 1987년 4월 19일 ~ )는 잉글랜드의 축구 선수로, 현재 셀틱 소속이다. 하트는 2010년에 PFA Young Player of the Year에 지명되었다. 그러나 그 상은 (그 당시에) 새로운 팀 동료인 제임스 밀너에게 돌아가게 되었다. 그러나 버밍엄 시티 에서의 활약을 인정받아 프리미어리그 2009–10 시즌의 골키퍼에 선정됐다.

## 클럽 경력

### 슈루즈베리 타운
하트는 초기에 후보 명단에 있었으며 처음 뛰게 된 경기는 2003년 3월 1일에 벌어진 로치데일 A.F.C. 와의 경기였다. 성인 팀 데뷔는 2004년 4월 20일 Gravesend & Northfleet F.C. 와의 경기였다.(참고로 90분 풀타임으로 활약하였다.) English football(지금의 Football League Two) 05/06 시즌때부터 하트는 1군 골기퍼으로 기용되었다. 하트는 46경기 모두를 뛰었으며 55 실점을 하였다. 경기당 1골 이상을 실점하였음에도 불구하고 하트는 그의 실력에 대해 갈채를 받았으며 2005년 10월에 U-19 잉글랜드 국가대표 후보로 선발된다.
그의 활약을 인정받아 2006년 2월 7일, 하트는 'the top League Two player in the PFA Fans'를 수상하였다. 또한 2006년 3월 23일 PFA Awards ceremony에서 하트는 League Two's best goalkeeper, the PFA League Two Team of the Year를 수상하였다.

### 맨체스터 시티
맨체스터 시티의 골키퍼 코치였던 ' 팀 플로워즈 '는 하트에게 엄청난 가능성이 있다고 보아 맨체스터 시티의 이사진들에게 권유하였다. 그 결과 잉글랜드와 벨기에의 UEFA U-19 Championship 2006 대회를 압두고 맨체스터 시티는 하트의 이적을 공식적으로 발표한다. 2006년 당시 £600,000의 이적료로 이적되었다고 보고되었다. (나중에 알려진 바로는 £100,000로 이적하였다 한다.)
하트의 맨체스터 시티 선수로서의 데뷔는 2006년 10월 14일이었다. 당시 팀의 주전골키퍼(Andreas Isaksson)와 후보골키퍼(Nicky Weaver)가 부상으로 아웃되어 셰필드 유나이티드 와의 경기에 출전하게 되었다. 클린시트로 경기를 마쳤지만 득점이 없어 무승부로 경기를 마쳤다.

#### 트랜미어와 블랙풀로의 임대
2007년 1월 하트는 트랜미어 로버스(Tranmere Rovers F.C.)로 임대된다. 하트는 6번 출전하여 8골을 실점한다. 그 후 하트는 잉글랜드 U-21 에 선발된다. 2007년 2월에 스페인 U-21과의 경기에서 교체로 출전한다.
2007년 4월 하트는 블랙풀(Blackpool F.C.)로 임대된다. 당시 블랙풀은 모든 골키퍼(Rhys Evans, Paul Rachubka, Lewis Edge)가 부상중이었다. 블랙풀은 하트가 출전한 5경기 모두에서 승리한다.

#### 맨체스터 시티로의 복귀

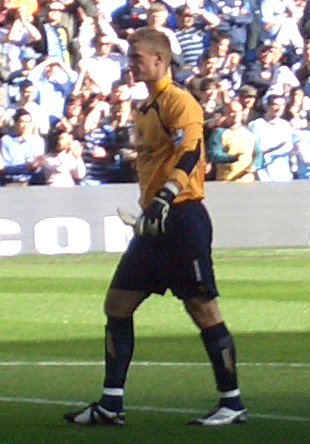

성공적인 임대를 마치고 돌아온후, 당시의 맨체스터 시티의 감독이었던 에릭슨(Sven-Göran Eriksson)은 하트를 1번 골키퍼로 임명한다. 에릭슨은 하트는 잉글랜드에서 최고의 재능을 가진 선수라며 극찬하였다. 2008년 6월 1일, 하트는 트리니다드토바고와 잉글랜드의 경기에서 잉글랜드 국가대표로 데뷔를 하게 된다. 그 후 몇달뒤 하트는 새로 5년 계약을 맺는다. 맨시티의 이삭슨 골키퍼가 PSV 아인트호벤 로 떠나게 되면서 08/09시즌에 하트는 맨시티의 주전 골키퍼를 차지하게 된다. 하지만 2009년 1월에 기븐이 오게 되면서 다시 후보 골키퍼가 되었다.

#### 버밍엄으로의 임대

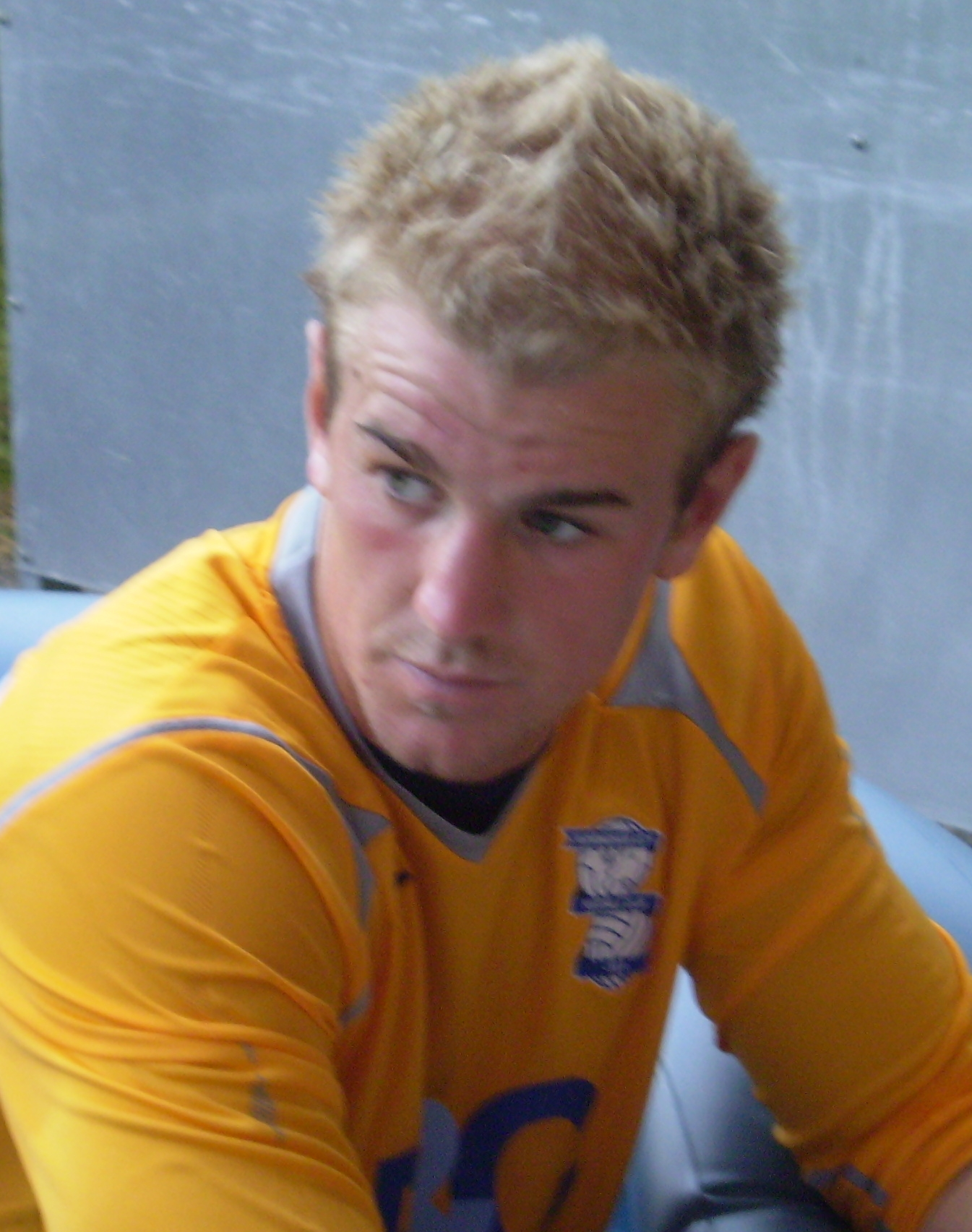

기븐의 이적후 경기에 참여하지 못하자 맨시티에서의 임대 루머가 돌기 시작하였다. 2009년 6월 23일, 아스톤 빌라 FC에서 테일러 골키퍼의 맨체스터 시티로의 이적이 확정되면서 맨시티의 이사회는 하트를 임대보내기로 결정한다. 바로 다음날 하트는 09/10 시즌을 당시 새로 승격된 버밍엄 시티로 임대발표가 난다. 시즌의 초반에 그는 많은 실수를 범하면서 맨체스터 시티에서 뛰고있는 테일러 골키퍼와 대조되는 모습을 보여주었으나 당시 버밍엄 시티의 감독이었던 맥리쉬는 그를 적극적으로 기용하였고 하트는 12경기 무패기록을 세운다. 하트의 실력은 비약적으로 성장하였고 하트는 Birmingham City's Player of the Year for 2009–10를 수상한다. 또한
루니, 파브레가스, 밀너와 함께 PFA Young Player of the Year 후보로 언급되었고 PFA Team of the Year에 선정되었다. (PFA Young Player of the Year의 수상은 후에 같은팀이 될 밀너가 하였다.)

#### 맨체스터 시티로의 복귀

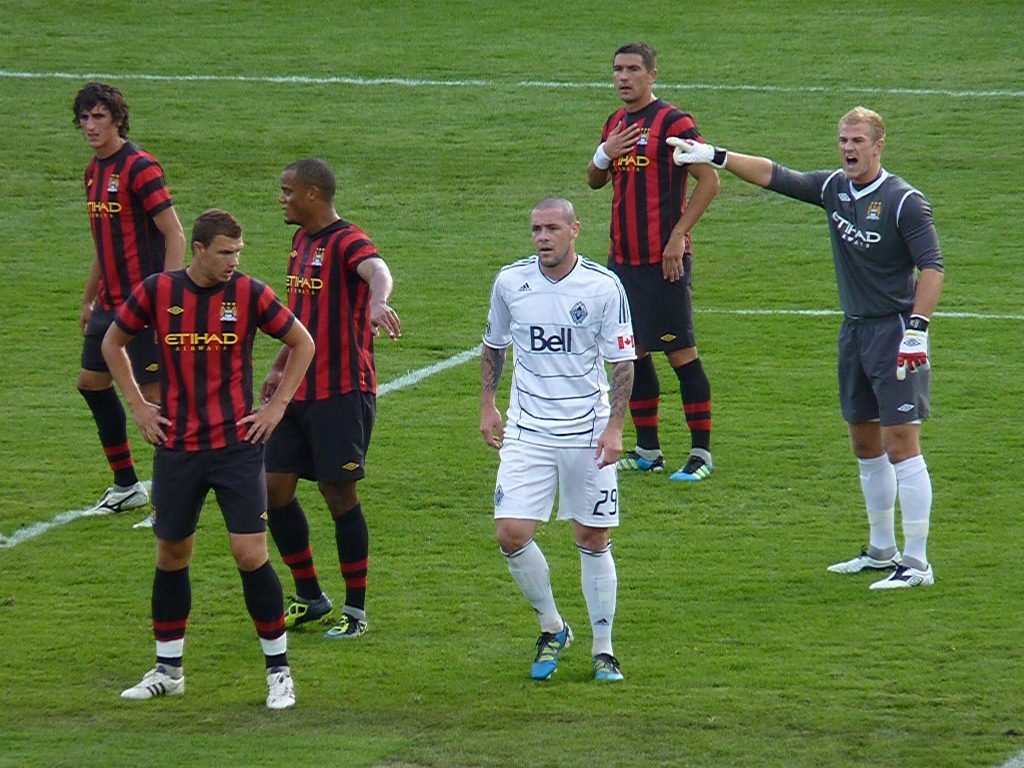

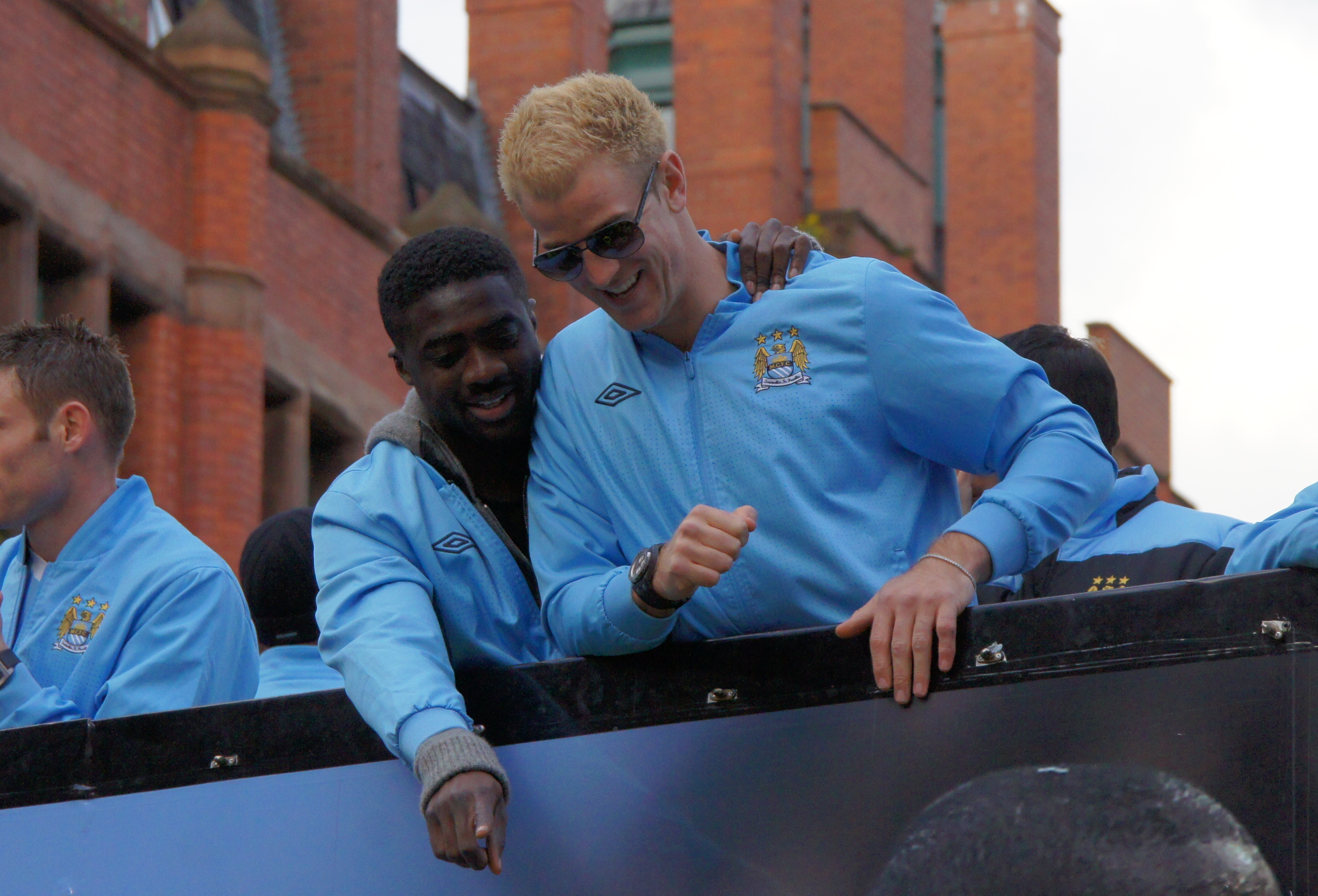

버밍엄시티에서의 성공적인 시즌을 마친후 잉글랜드 국가대표에 합류하여 2010 남아공 월드컵에 참여한다. 맨시티의 감독이었던 만치니(Roberto Mancini)는 하트의 재능에 대한 확신을 가지지 못하였고 그는 그의 골키퍼 코치인 바타라(Massimo Battara)를 파견하여 그의 버밍엄시티 임대를 지켜보게 하였다. 바타라는 " 하트는 매우 뛰어난 골키퍼이다 " 라고 언급하며 매우 좋은 체력과 기술을 지니고 있다고 칭찬하였다. 바타라는 만치니에게 그를 맨체스터 시티의 앞으로의 계획에 포함시켜야 한다고 만치니에게 조언하였다.
하트는 10/11 시즌의 토트넘 개막경기에 기븐 골키퍼를 제치고 선발된다. 토트넘의 많은 슈팅 찬스를 막아내며 하트는 팀을 0:0으로 이끌었고, man of the match 로 선정되었다. (참고로 10/11 시즌 하트의 첫 실점은 데런 벤트의 페널티 킥이었다.) 하트는 10/11 시즌에 좋은 선방들을 보여주며 더 나은 모습을 보여주었고, 결정적으로 맨체스터 유나이티드를 상대로 FA컵 준결승전에서 승리를 얻는데 보탬을 한다. 뿐만아니라 토트넘과의 경기에서 또 다시 클린시트를 유지하여 팀 역사 최초로 UEFA Champions League 에 출전하는 기회를 만들었으며. 스토크 시티와의 FA결승전에서도 클린시트를 유지하여 우승을 이끌었다.
하트는 10/11 프리미어리그 최다 클린시트로 Premier League Golden Glove를 수상하였다.(18번) 또한 맨체스터 시티의 시즌 클린시트 신기록을 달성하였다.(29번)(참고로 그 전의 최고기록은 26번이었으나 당시 팀은 Football League One, 다시말해 3부 리그였다.) 맨체스터 시트는 하트에게 performance of the season를 수여하였다.
하트는 2011년 7월 기븐 골키퍼가 떠나면서 주전 골키퍼의 자리를 굳건하게 지키었다. 하트는 11/12 시즌에도 Premier League Golden Glove를 수상하였고, 하트의 활약으로 맨체스터 시티는 프리미어리그 최초 우승, 44년 만에 리그 우승이라는 기록을 세운다.

#### 토리노로 임대
조 하트는 주제프 과르디올라가 맨체스터 시티 감독으로 부임 이후, 윌리 카바예로에게 주전 자리를 빼앗겼고, 2016년 8월 25일(한국시각)에 바르셀로나에서 클라우디오 브라보를 데려오면서, 입지를 잃었다. 결국, 2016년 8월 31일(한국시각)에 토리노로 임대 이적을 확정지었는데, 조 하트는 1929년 세리에 A가 개막한 이후로 이탈리아에서 뛰는 첫 번째 잉글랜드 골키퍼가 되었다.

#### 웨스트햄 유나이티드로 임대
2017년 7월 18일, 웨스트햄 유나이티드와 1시즌 임대 계약을 맺었다.

### 번리
2018년 8월 7일, 12년 동안 있었던 맨체스터 시티를 떠나 번리와 2년 계약을 맺고 이적하였다.

## 기록

### 대회 기록
맨체스터 시티 FC (2006~2018)
- 프리미어 리그: 2011-12, 2013-14, 2017-18
- FA컵: 2010-11, 준우승: 2012-13
- FA 커뮤니티 실드: 2012, 준우승: 2011, 2014
- EFL컵: 2013-14, 2015-16, 2017-18

토트넘 홋스퍼 FC (2020~2021)
- EFL컵 준우승: 2020-21

셀틱 FC (2021~ )
- 스코티시 리그 컵 우승: 2021-22

잉글랜드 U-21 축구 국가대표팀 (2007~2009)
- UEFA U-21 챔피언십 준우승: 2009

블랙풀
- League One Play-Offs (1): 2006–07

### 개인
- Barclays Golden Glove (2): 2010–11, 2011–12
- PFA Premier League Team of the Year (2): 2009–10, 2011–12
- PFA League Two Team of the Year (1): 2005–06
- Birmingham City Player of the Year (1): 2009–10
- Manchester City Performance of the Season (1): 2010–11

## 경력 통계

### 클럽 경력
| 클럽                       | 시즌      | 리그 | 리그 | 컵   | 컵 | 리그컵 | 리그컵 | UEFA | UEFA | 기타 | 기타 | 총합 | 총합 |
| 클럽                       | 시즌      | 출전 | 골   | 출전 | 골 | 출전   | 골     | 출전 | 골   | 출전 | 골   | 출전 | 골   |
| -------------------------- | --------- | ---- | ---- | ---- | -- | ------ | ------ | ---- | ---- | ---- | ---- | ---- | ---- |
| 슈루즈버리 타운            | 2003–04   | 2    | 0    | 0    | 0  | 0      | 0      | –    | –    | –    | –    | 2    | 0    |
| 슈루즈버리 타운            | 2004–05   | 6    | 0    | 0    | 0  | 0      | 0      | –    | –    | –    | –    | 6    | 0    |
| 슈루즈버리 타운            | 2005–06   | 46   | 0    | 2    | 0  | 2      | 0      | –    | –    | –    | –    | 50   | 0    |
| 슈루즈버리 타운            | 총합      | 54   | 0    | 2    | 0  | 2      | 2      | –    | –    | –    | –    | 58   | 0    |
| 맨체스터 시티              | 2006–07   | 1    | 0    | 0    | 0  | 0      | 0      | –    | –    | –    | –    | 1    | 0    |
| 트랜미어 (임대)            | 2006–07   | 6    | 0    | 0    | 0  | 0      | 0      | –    | –    | –    | –    | 6    | 0    |
| 트랜미어 (임대)            | 총합      | 6    | 0    | 0    | 0  | 0      | 0      | –    | –    | –    | –    | 6    | 0    |
| 블랙풀 (임대)              | 2006–07   | 5    | 0    | 0    | 0  | 0      | 0      | –    | –    | 0    | 0    | 5    | 0    |
| 블랙풀 (임대)              | 총합      | 5    | 0    | 0    | 0  | 0      | 0      | –    | –    | 0    | 0    | 5    | 0    |
| 맨체스터 시티              | 2007–08   | 26   | 0    | 3    | 0  | 3      | 0      | –    | –    | –    | –    | 32   | 0    |
| 맨체스터 시티              | 2008–09   | 23   | 0    | 1    | 0  | 0      | 0      | 9    | 0    | –    | –    | 33   | 0    |
| 버밍엄 시티 (임대)         | 2009–10   | 36   | 0    | 5    | 0  | 0      | 0      | –    | –    | –    | –    | 41   | 0    |
| 버밍엄 시티 (임대)         | 총합      | 36   | 0    | 5    | 0  | 0      | 0      | –    | –    | –    | –    | 41   | 0    |
| 맨체스터 시티              | 2010–11   | 38   | 0    | 8    | 0  | 0      | 0      | 9    | 0    | –    | –    | 55   | 0    |
| 맨체스터 시티              | 2011–12   | 38   | 0    | 0    | 0  | 2      | 0      | 10   | 0    | 1    | 0    | 51   | 0    |
| 맨체스터 시티              | 2012–13   | 38   | 0    | 1    | 0  | 0      | 0      | 6    | 0    | 0    | 0    | 45   | 0    |
| 맨체스터 시티              | 2013–14   | 31   | 0    | 0    | 0  | 1      | 0      | 7    | 0    | —    | —    | 39   | 0    |
| 맨체스터 시티              | 2014–15   | 36   | 0    | 0    | 0  | 0      | 0      | 8    | 0    | 0    | 0    | 44   | 0    |
| 맨체스터 시티              | 2015–16   | 35   | 0    | 0    | 0  | 0      | 0      | 12   | 0    | —    | —    | 47   | 0    |
| 맨체스터 시티              | 2016–17   | 0    | 0    | 0    | 0  | 0      | 0      | 1    | 0    | —    | —    | 1    | 0    |
| 맨체스터 시티              | 총합      | 266  | 0    | 13   | 0  | 6      | 0      | 62   | 0    | 1    | 0    | 348  | 0    |
| 토리노 (임대)              | 2016–17   | 36   | 0    | 1    | 0  | —      | —      | —    | —    | —    | —    | 37   | 0    |
| 토리노 (임대)              | 총합      | 36   | 0    | 1    | 0  | —      | —      | —    | —    | —    | —    | 37   | 0    |
| 웨스트햄 유나이티드 (임대) | 2017–18   | 19   | 0    | 3    | 0  | 1      | 0      | —    | —    | —    | —    | 23   | 0    |
| 경력 총합                  | 경력 총합 | 422  | 0    | 24   | 0  | 9      | 0      | 62   | 0    | 1    | 0    | 518  | 0    |

### 국가대표 경력
2017년 11월 14일
| 대표팀   | 년도 | 출장 | 골 |
| -------- | ---- | ---- | -- |
| 잉글랜드 | 2008 | 1    | 0  |
| 잉글랜드 | 2010 | 6    | 0  |
| 잉글랜드 | 2011 | 9    | 0  |
| 잉글랜드 | 2012 | 11   | 0  |
| 잉글랜드 | 2013 | 11   | 0  |
| 잉글랜드 | 2014 | 10   | 0  |
| 잉글랜드 | 2015 | 9    | 0  |
| 잉글랜드 | 2016 | 11   | 0  |
| 잉글랜드 | 2017 | 7    | 0  |
| 총합     | 총합 | 75   | 0  |